# Jagdstaffel 28

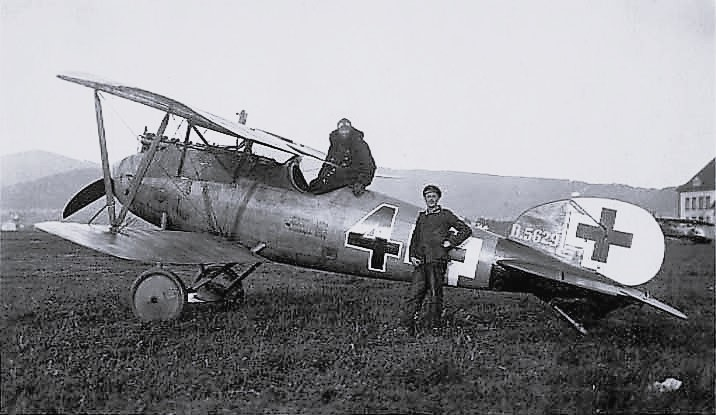
Albatros D.V

Jagdstaffel 28 – Königlich Württembergische Jagdstaffel Nr. 28 – Jasta 28w jednostka lotnictwa niemieckiego Luftstreitkräfte z okresu I wojny światowej.

## Informacje ogólne
Jednostka została utworzona w grudniu 1916 roku w FEA 5 w Böblingen. Po organizacji eskadry skierowano ją na front 24 stycznia 1917 roku pod dowództwem porucznika Rudolf Lang, który przeszedł z Jagdstaffel 11. Początkowo eskadra działała na terenie 4 Armii. W końcu marca 1917 roku została przeniesiona do 7 Armii. W sierpniu powróciła do 4 Armii.
Od lipca 1918 roku należała do grupy myśliwskiej Jagdgruppe 7 dowodzonej przez ówczesnego dowódcę eskadry.
Piloci eskadry latali na samolotach: Albatros D.III oraz Albatros D.V.
Jasta 28 w całym okresie wojny odniosła ponad 100 zwycięstw nad samolotami nieprzyjaciela. W okresie od kwietnia 1917 do listopada 1918 roku jej straty wynosiły 9 zabitych w walce, 4 ranny oraz 1 pilot w niewoli.
Łącznie przez jej personel przeszło 9 asów myśliwskich:
Max Ritter von Müller (24), Emil Thuy (17), Ernst Hess (12), Franz Ray (8), Karl Emil Schäfer (7), Karl Bolle (5), Karl Christ (5), August Hanko (5), Otto Hartmann (5).

## Dowódcy Eskadry
| Stopień   | Nazwisko          | Okres                   |
| --------- | ----------------- | ----------------------- |
| Porucznik | Rudolf Lang       | 20.01.1917 – 27.04.1917 |
| Porucznik | Karl Emil Schäfer | 27.04.1917 – 05.06.1917 |
| Kapitan   | Otto Hartmann     | 08.06.1917 – 03.09.1917 |
| Porucznik | Werner Jahns      | 06.09.1917 – 24.09.1917 |
| Porucznik | Emil Thuy         | 26.09.1917 – 11.11.1918 |